# Zeta (orkaan)
Orkaan Zeta was de achtentwintigste depressie, zevenentwintigste storm en de elfde orkaan van het Atlantisch orkaanseizoen 2020. De orkaan volgde in de voetsporen van Gamma en orkaan Delta, die respectievelijk 3 en 2 weken eerder dezelfde route volgden. Zeta was de recordbrekende vijfde tropische cycloon in 2020 die in Louisiana aan land kwam.

## Verloop
Op 14 oktober 2020 begon de NHC met het volgen van een nog onontwikkeld lagedrukgebied, die in de Caraïbische Zee zou ontstaan. Nadat er 5 dagen lang geen lagedrukgebied ontstond door ongunstige factoren, ontstond er op 19 oktober eindelijk een trog, maar de kans dat dit uit zou groeien tot een tropische cycloon werd volgens de NHC steeds kleiner, totdat zij volledig stopten met het volgen van de trog op 21 oktober. Iets later op diezelfde dag gaf de NHC de trog wéér een kans om een tropische cycloon te worden, nu het systeem naar de Bahama's zou trekken. Dit gebeurde uiteindelijk niet, maar organisatie en convectie nam wel toe in de trog. Ook ontstond er nu eindelijk een gesloten lagedrukgebied.
Op 24 oktober werd dit lagedrukgebied Tropische depressie 28, terwijl deze door weinig stuurfactoren boven de Caribische Zee bleef hangen. Een paar uur later, op 25 oktober, versterkte 28 tot een tropische storm en kreeg deze de naam Zeta toegewezen, wat maar één keer eerder is gebeurd, in 2005. Hiermee werd Zeta ook de vroegste zevenentwintigste tropische of subtropische storm in de Atlantische oceaan sinds dit werd bijgehouden. Zeta begon hierna langzaamaan richting naar het noordwesten te versnellen, op het Mexicaanse schiereiland Yucatán af, terwijl de storm redelijk snel versterkte. Laat op 26 oktober behaalde Zeta zijn eerste piek als een categorie 1 orkaan met windsnelheden van 80 mph (130 km/h) en een luchtdruk van 978hPa en vroeg op 27 oktober kwam Zeta in Mexico aan land.
In de avond van 27 oktober betreedde Zeta de Golf van Mexico. Boven land en het deel van de Golf van Mexico ten noorden van Yucatán was Zeta tot een tropische storm met windsnelheden van 65 mph (100 km/h) afgezwakt. Op 28 oktober werd Zeta weer een orkaan, terwijl deze steeds sneller naar het noorden bewoog, op Louisiana af. Later die dag bereikte Zeta zijn tweede piek als een sterke categorie 2 orkaan met winden van 110 mph (175 km/h) en een luchtdruk van 970hPa, terwijl hij in Louisiana aan land kwam. Zeta racete verder naar het noordoosten en werd om 2PM UTC op 29 oktober boven de Verenigde Staten een post-tropische cycloon. Als post-tropische cycloon kwam Zeta nog naar Europa, waar deze door een ander lagedrukgebied werd geabsorbeerd.

## Gevolgen
Zeta was de derde orkaan en vijfde tropische cycloon die in 2020 in Louisiana aan land kwam, en de achtste die de staat beïnvloedde. In Grand Isle en Jean Lafitte waren er verplichte evacuaties uitgegeven. In Louisiana verloren meer dan 542.000 huishoudens elektriciteit, in Mississippi verloren 167.000 huishoudens elektriciteit en in Alabama 105.000. In Biloxi verloor iemand het leven, net zoals iemand in New Orleans, die geëlektrocuteerd werd. De overblijfselen van Zeta kwamen later in wisselwerking met een koufront dat opeenhopende sneeuw naar delen van New England en de staat New York bracht.